# Ланиър (окръг, Джорджия)
Окръг Ланиър (на английски: Lanier County) е окръг в щата Джорджия, Съединени американски щати. Площта му е 518 km², а населението - 7553 души. Административен център е град Лейкленд.